# افق گمشده
افق گمشده (به انگلیسی: Lost Horizon) نام یک کتاب ادبی است که توسط جیمز هیلتون، نویسندهٔ اهل انگلستان در سال ۱۹۳۳ نوشته شده است. این کتاب یکی از آثار مشهور ادبی جهان است.